# Indiaas voetbalelftal (mannen)
Het Indiaas voetbalelftal is een team van voetballers dat India vertegenwoordigt bij internationale wedstrijden zoals de (kwalificatie)wedstrijden voor het wereldkampioenschap voetbal en de Azië Cup.

## Deelnames aan internationale toernooien

### Wereldkampioenschap
Het Indiaas elftal had zich aanvankelijk, zonder een wedstrijd te hoeven spelen, gekwalificeerd voor het eindtoernooi van het wereldkampioenschap in 1950. Maar het land trok zich terug. Redenen die genoemd werden voor de terugtrekking waren de financiën, het hoger aanzien van de Olympische Spelen, de tijd die het kostte om naar Brazilië af te reizen. Ook wordt de reden genoemd dat India niet blootvoets mocht spelen van de FIFA. Het land speelde voor het toernooi van 1986 de eerste kwalificatiewedstrijd, op 21 maart 1985 werd er met 1–2 verloren van Indonesië. 
| Wereldkampioenschap voetbal overzicht | Wereldkampioenschap voetbal overzicht | Wereldkampioenschap voetbal overzicht | Wereldkampioenschap voetbal overzicht | Wereldkampioenschap voetbal overzicht | Wereldkampioenschap voetbal overzicht | Wereldkampioenschap voetbal overzicht | Wereldkampioenschap voetbal overzicht | Wereldkampioenschap voetbal overzicht |
| Jaar                                  | Ronde                                 | Wed.                                  | W                                     | G                                     | V                                     | DV                                    | DT                                    |                                       |
| ------------------------------------- | ------------------------------------- | ------------------------------------- | ------------------------------------- | ------------------------------------- | ------------------------------------- | ------------------------------------- | ------------------------------------- | ------------------------------------- |
| 1950                                  | Teruggetrokken (na kwalificatie)      | Teruggetrokken (na kwalificatie)      | Teruggetrokken (na kwalificatie)      | Teruggetrokken (na kwalificatie)      | Teruggetrokken (na kwalificatie)      | Teruggetrokken (na kwalificatie)      | Teruggetrokken (na kwalificatie)      |                                       |
| 1954–1970                             | Geen deelname                         | Geen deelname                         | Geen deelname                         | Geen deelname                         | Geen deelname                         | Geen deelname                         | Geen deelname                         |                                       |
| 1974                                  | Teruggetrokken                        | Teruggetrokken                        | Teruggetrokken                        | Teruggetrokken                        | Teruggetrokken                        | Teruggetrokken                        | Teruggetrokken                        |                                       |
| 1978–1982                             | Geen deelname                         | Geen deelname                         | Geen deelname                         | Geen deelname                         | Geen deelname                         | Geen deelname                         | Geen deelname                         |                                       |
| 1986                                  | Niet gekwalificeerd                   | Niet gekwalificeerd                   | Niet gekwalificeerd                   | Niet gekwalificeerd                   | Niet gekwalificeerd                   | Niet gekwalificeerd                   | Niet gekwalificeerd                   |                                       |
| 1990                                  | Teruggetrokken                        | Teruggetrokken                        | Teruggetrokken                        | Teruggetrokken                        | Teruggetrokken                        | Teruggetrokken                        | Teruggetrokken                        |                                       |
| 1994                                  | Niet gekwalificeerd                   | Niet gekwalificeerd                   | Niet gekwalificeerd                   | Niet gekwalificeerd                   | Niet gekwalificeerd                   | Niet gekwalificeerd                   | Niet gekwalificeerd                   |                                       |
| 1998                                  | Niet gekwalificeerd                   | Niet gekwalificeerd                   | Niet gekwalificeerd                   | Niet gekwalificeerd                   | Niet gekwalificeerd                   | Niet gekwalificeerd                   | Niet gekwalificeerd                   |                                       |
| 2002                                  | Niet gekwalificeerd                   | Niet gekwalificeerd                   | Niet gekwalificeerd                   | Niet gekwalificeerd                   | Niet gekwalificeerd                   | Niet gekwalificeerd                   | Niet gekwalificeerd                   |                                       |
| 2006                                  | Niet gekwalificeerd                   | Niet gekwalificeerd                   | Niet gekwalificeerd                   | Niet gekwalificeerd                   | Niet gekwalificeerd                   | Niet gekwalificeerd                   | Niet gekwalificeerd                   |                                       |
| 2010                                  | Niet gekwalificeerd                   | Niet gekwalificeerd                   | Niet gekwalificeerd                   | Niet gekwalificeerd                   | Niet gekwalificeerd                   | Niet gekwalificeerd                   | Niet gekwalificeerd                   |                                       |
| 2014                                  | Niet gekwalificeerd                   | Niet gekwalificeerd                   | Niet gekwalificeerd                   | Niet gekwalificeerd                   | Niet gekwalificeerd                   | Niet gekwalificeerd                   | Niet gekwalificeerd                   |                                       |
| 2018                                  | Niet gekwalificeerd                   | Niet gekwalificeerd                   | Niet gekwalificeerd                   | Niet gekwalificeerd                   | Niet gekwalificeerd                   | Niet gekwalificeerd                   | Niet gekwalificeerd                   |                                       |
| 2022                                  | Niet gekwalificeerd                   | Niet gekwalificeerd                   | Niet gekwalificeerd                   | Niet gekwalificeerd                   | Niet gekwalificeerd                   | Niet gekwalificeerd                   | Niet gekwalificeerd                   | Niet gekwalificeerd                   |
| 2026                                  | Niet gekwalificeerd                   | Niet gekwalificeerd                   | Niet gekwalificeerd                   | Niet gekwalificeerd                   | Niet gekwalificeerd                   | Niet gekwalificeerd                   | Niet gekwalificeerd                   |                                       |

### Aziatisch kampioenschap
| Overzicht Aziatisch kampioenschap voetbal | Overzicht Aziatisch kampioenschap voetbal | Overzicht Aziatisch kampioenschap voetbal | Overzicht Aziatisch kampioenschap voetbal | Overzicht Aziatisch kampioenschap voetbal | Overzicht Aziatisch kampioenschap voetbal | Overzicht Aziatisch kampioenschap voetbal | Overzicht Aziatisch kampioenschap voetbal | Overzicht Aziatisch kampioenschap voetbal |
| Jaar                                      | Ronde                                     | Wed.                                      | W                                         | G                                         | V                                         | DV                                        | DT                                        | Kwal                                      |
| ----------------------------------------- | ----------------------------------------- | ----------------------------------------- | ----------------------------------------- | ----------------------------------------- | ----------------------------------------- | ----------------------------------------- | ----------------------------------------- | ----------------------------------------- |
| 1960                                      | Niet gekwalificeerd                       | Niet gekwalificeerd                       | Niet gekwalificeerd                       | Niet gekwalificeerd                       | Niet gekwalificeerd                       | Niet gekwalificeerd                       | Niet gekwalificeerd                       | Niet gekwalificeerd                       |
| 1964                                      | Tweede                                    | 3                                         | 2                                         | 0                                         | 1                                         | 5                                         | 3                                         |                                           |
| 1968                                      | Niet gekwalificeerd                       | Niet gekwalificeerd                       | Niet gekwalificeerd                       | Niet gekwalificeerd                       | Niet gekwalificeerd                       | Niet gekwalificeerd                       | Niet gekwalificeerd                       | Niet gekwalificeerd                       |
| 1972–1980                                 | Teruggetrokken                            | Teruggetrokken                            | Teruggetrokken                            | Teruggetrokken                            | Teruggetrokken                            | Teruggetrokken                            | Teruggetrokken                            | Teruggetrokken                            |
| 1984                                      | Groepsfase                                | 4                                         | 0                                         | 1                                         | 3                                         | 0                                         | 7                                         | (Kwal.)                                   |
| 1988                                      | Niet gekwalificeerd                       | Niet gekwalificeerd                       | Niet gekwalificeerd                       | Niet gekwalificeerd                       | Niet gekwalificeerd                       | Niet gekwalificeerd                       | Niet gekwalificeerd                       | Niet gekwalificeerd                       |
| 1992                                      | Niet gekwalificeerd                       | Niet gekwalificeerd                       | Niet gekwalificeerd                       | Niet gekwalificeerd                       | Niet gekwalificeerd                       | Niet gekwalificeerd                       | Niet gekwalificeerd                       | Niet gekwalificeerd                       |
| 1996                                      | Niet gekwalificeerd                       | Niet gekwalificeerd                       | Niet gekwalificeerd                       | Niet gekwalificeerd                       | Niet gekwalificeerd                       | Niet gekwalificeerd                       | Niet gekwalificeerd                       | Niet gekwalificeerd                       |
| 2000                                      | Niet gekwalificeerd                       | Niet gekwalificeerd                       | Niet gekwalificeerd                       | Niet gekwalificeerd                       | Niet gekwalificeerd                       | Niet gekwalificeerd                       | Niet gekwalificeerd                       | Niet gekwalificeerd                       |
| 2004                                      | Niet gekwalificeerd                       | Niet gekwalificeerd                       | Niet gekwalificeerd                       | Niet gekwalificeerd                       | Niet gekwalificeerd                       | Niet gekwalificeerd                       | Niet gekwalificeerd                       | Niet gekwalificeerd                       |
| 2007                                      | Niet gekwalificeerd                       | Niet gekwalificeerd                       | Niet gekwalificeerd                       | Niet gekwalificeerd                       | Niet gekwalificeerd                       | Niet gekwalificeerd                       | Niet gekwalificeerd                       | Niet gekwalificeerd                       |
| 2011                                      | Groepsfase                                | 3                                         | 0                                         | 0                                         | 3                                         | 3                                         | 13                                        | (Kwal.)                                   |
| 2015                                      | Niet gekwalificeerd                       | Niet gekwalificeerd                       | Niet gekwalificeerd                       | Niet gekwalificeerd                       | Niet gekwalificeerd                       | Niet gekwalificeerd                       | Niet gekwalificeerd                       | Niet gekwalificeerd                       |
| 2019                                      | Groepsfase                                | 3                                         | 1                                         | 0                                         | 2                                         | 4                                         | 4                                         | (Kwal.)                                   |
| 2023                                      | Groepsfase                                | 3                                         | 0                                         | 0                                         | 3                                         | 0                                         | 6                                         | (Kwal.)                                   |

### AFC Challenge Cup
| Overzicht AFC Challenge Cup | Overzicht AFC Challenge Cup | Overzicht AFC Challenge Cup | Overzicht AFC Challenge Cup | Overzicht AFC Challenge Cup | Overzicht AFC Challenge Cup | Overzicht AFC Challenge Cup | Overzicht AFC Challenge Cup | Overzicht AFC Challenge Cup |
| Jaar                        | Ronde                       | Wed.                        | W                           | G                           | V                           | DV                          | DT                          | Kwal                        |
| --------------------------- | --------------------------- | --------------------------- | --------------------------- | --------------------------- | --------------------------- | --------------------------- | --------------------------- | --------------------------- |
| 2006                        | Kwartfinale                 | 4                           | 1                           | 2                           | 1                           | 3                           | 4                           |                             |
| 2008                        | Kampioen                    | 5                           | 4                           | 1                           | 0                           | 9                           | 3                           |                             |
| 2010                        | Groepsfase                  | 3                           | 0                           | 0                           | 3                           | 1                           | 6                           |                             |
| 2012                        | Groepsfase                  | 3                           | 0                           | 0                           | 3                           |                             |                             | (Kwal.)                     |
| 2014                        | Niet gekwalificeerd         | Niet gekwalificeerd         | Niet gekwalificeerd         | Niet gekwalificeerd         | Niet gekwalificeerd         | Niet gekwalificeerd         | Niet gekwalificeerd         | Niet gekwalificeerd         |

1. ↑  2006: Elftal onder 20

### Zuid-Aziatisch kampioenschap
| Overzicht Zuid-Aziatisch kampioenschap | Overzicht Zuid-Aziatisch kampioenschap | Overzicht Zuid-Aziatisch kampioenschap | Overzicht Zuid-Aziatisch kampioenschap | Overzicht Zuid-Aziatisch kampioenschap | Overzicht Zuid-Aziatisch kampioenschap | Overzicht Zuid-Aziatisch kampioenschap | Overzicht Zuid-Aziatisch kampioenschap | Overzicht Zuid-Aziatisch kampioenschap |
| Jaar                                   | Ronde                                  | Wed.                                   | W                                      | G                                      | V                                      | DV                                     | DT                                     |                                        |
| -------------------------------------- | -------------------------------------- | -------------------------------------- | -------------------------------------- | -------------------------------------- | -------------------------------------- | -------------------------------------- | -------------------------------------- | -------------------------------------- |
| 1993                                   | Kampioen                               | 3                                      | 2                                      | 1                                      | 0                                      | 4                                      | 1                                      |                                        |
| 1995                                   | Tweede                                 | 3                                      | 1                                      | 1                                      | 1                                      | 2                                      | 3                                      |                                        |
| 1997                                   | Kampioen                               | 4                                      | 3                                      | 1                                      | 0                                      | 12                                     | 3                                      |                                        |
| 1999                                   | Kampioen                               | 4                                      | 3                                      | 1                                      | 0                                      | 6                                      | 1                                      |                                        |
| 2003                                   | Derde                                  | 5                                      | 2                                      | 1                                      | 2                                      | 8                                      | 5                                      |                                        |
| 2005                                   | Kampioen                               | 5                                      | 4                                      | 1                                      | 0                                      | 9                                      | 2                                      |                                        |
| 2008                                   | Tweede                                 | 5                                      | 4                                      | 0                                      | 1                                      | 9                                      | 3                                      |                                        |
| 2009                                   | Kampioen                               | 5                                      | 4                                      | 0                                      | 1                                      | 3                                      | 2                                      |                                        |
| 2011                                   | Kampioen                               | 5                                      | 4                                      | 1                                      | 0                                      | 16                                     | 2                                      |                                        |
| 2013                                   | Tweede                                 | 5                                      | 2                                      | 1                                      | 2                                      | 4                                      | 5                                      |                                        |
| 2015                                   | Kampioen                               | 4                                      | 4                                      | 0                                      | 0                                      | 11                                     | 4                                      |                                        |
| 2018                                   | Tweede                                 | 4                                      | 3                                      | 0                                      | 1                                      | 8                                      | 3                                      |                                        |
| 2021                                   | Kampioen                               | 5                                      | 3                                      | 2                                      | 0                                      | 8                                      | 2                                      |                                        |
| 2023                                   | Kampioen                               | 5                                      | 2                                      | 3                                      | 0                                      | 8                                      | 2                                      |                                        |

## FIFA-wereldranglijst
| 1993 | 1994 | 1995 | 1996 | 1997 | 1998 | 1999 | 2000 | 2001 | 2002 | 2003 | 2004 | 2005 | 2006 | 2007 | 2008 | 2009 | 2010 | 2011 | 2012 | 2013 | 2014 | 2015 | 2016 | 2017 | 2018 | 2019 | 2020 | 2021 | 2022 | 2023 |
| ---- | ---- | ---- | ---- | ---- | ---- | ---- | ---- | ---- | ---- | ---- | ---- | ---- | ---- | ---- | ---- | ---- | ---- | ---- | ---- | ---- | ---- | ---- | ---- | ---- | ---- | ---- | ---- | ---- | ---- | ---- |
| 100  | 109  | 121  | 120  | 112  | 110  | 106  | 122  | 121  | 127  | 127  | 132  | 127  | 157  | 143  | 143  | 134  | 142  | 162  | 166  | 154  | 171  | 166  | 135  | 105  | 97   | 103  | 107  | 104  | 104  | 101  |

## Huidige selectie
De volgende spelers werden opgeroepen voor de Asian Cup-kwalificatiewedstrijd tegen  Bangladesh 25 maart 2025.
Interlands en doelpunten bijgewerkt tot en met de Asian Cup-kwalificatiewedstrijd tegen   Bangladesh (0–0) op 25 maart 2025.
| Nr.         | Naam                   | Wed. | Dlpnt. | Club                |
| ----------- | ---------------------- | ---- | ------ | ------------------- |
| Doel        |                        |      |        |                     |
| 1           | Vishal Kaith           | 4    | 0      | Mohun Bagan SG      |
| 23          | Amrinder Singh         | 13   | 0      | Odisha FC           |
| 13          | Gurmeet Singh          | 0    | 0      | NorthEast United FC |
| Verdediging |                        |      |        |                     |
| 5           | Sandesh Jhingan        | 60   | 5      | FC Goa              |
| 4           | Chinglensana Singh     | 11   | 0      | Bengaluru FC        |
| 6           | Mahtab Singh           | 10   | 0      | Mumbai City FC      |
| 3           | Subhasish Bose         | 39   | 0      | Mohun Bagan SG      |
| 12          | Naorem Roshan Singh    | 10   | 0      | Bengaluru FC        |
| 2           | Rahul Bheke            | 31   | 1      | Bengaluru FC        |
| 20          | Valpuia                | 2    | 0      | Mumbai City FC      |
| Middenveld  |                        |      |        |                     |
| 8           | Suresh Singh           | 27   | 1      | Bengaluru FC        |
| 14          | Ayush Dev Chhetri      | 2    | 0      | FC Goa              |
| 15          | Macarton Louis Nickson | 0    | 0      | NorthEast United FC |
| 18          | Apuia                  | 18   | 0      | Mohun Bagan SG      |
| 21          | Boris Singh            | 2    | 0      | FC Goa              |
| 16          | Brison Fernandes       | 1    | 0      | FC Goa              |
| Aanval      |                        |      |        |                     |
| 11          | Sunil Chhetri          | 152  | 95     | Bengaluru FC        |
| 7           | Liston Colaco          | 23   | 0      | Mohun Bagan SG      |
| 17          | Naorem Mahesh Singh    | 22   | 3      | East Bengal FC      |
| 9           | Farukh Choudhary       | 8    | 0      | Chennaiyin FC       |
| 22          | Ashique Kuruniyan      | 32   | 2      | Mohun Bagan SG      |
| 10          | Udanta Singh           | 48   | 2      | FC Goa              |
| 19          | Irfan Yadwad           | 3    | 0      | Chennaiyin FC       |

## Bekende (oud-)spelers
- Sailen Manna
- Sahu Mewalal
- Peter Thangaraj
- Sunil Chhetri

AIFF · A-Internationals · Bondscoaches · Statistieken · Olympisch elftal · Indiaas vrouwenelftal · India U21 · India U20 · India U19 · India U18 · India U17
1930 – 1949 · 
1950 – 1959 · 
1960 – 1969 · 
1970 – 1979 · 
1980 – 1989 · 
1990 – 1999 · 
2000 – 2009 · 
2010 – 2019 ·
2020 − 2029
Afghanistan ·
Argentinië ·
Australië ·
Azerbeidzjan · 
Bahrein ·
Bangladesh ·
Bhutan ·
Brunei ·
Cambodja ·
China ·
Curaçao ·
Fiji ·
Filipijnen ·
Finland ·
Ghana ·
Guam ·
Guyana ·
Hongarije ·
Hongkong ·
IJsland ·
Indonesië ·
Irak ·
Iran ·
Israël ·
Jamaica ·
Japan ·
Jemen ·
Jordanië ·
Kameroen ·
Kenia ·
Kirgizië ·
Koeweit ·
Laos ·
Libanon ·
Macau ·
Malediven ·
Maleisië ·
Marokko ·
Mauritius ·
Mongolië ·
Myanmar ·
Namibië ·
Nepal ·
Nieuw-Zeeland ·
Noord-Korea ·
Oezbekistan ·
Oman ·
Pakistan ·
Palestina ·
Peru ·
Polen ·
Puerto Rico ·
Qatar ·
Saint Kitts en Nevis ·
Saoedi-Arabië ·
Singapore ·
Sovjet-Unie ·
Sri Lanka ·
Suriname ·
Syrië ·
Tadzjikistan ·
Taiwan ·
Thailand ·
Trinidad en Tobago ·
Turkmenistan ·
Uruguay ·
Vanuatu ·
Verenigde Arabische Emiraten ·
Vietnam ·
Wit-Rusland ·
Zambia ·
Zuid-Korea ·
Zuid-Vietnam